# Utrka u momčadskom krosu na Olimpijskim igrama
Osvajači olimpijskih medalja u atletici za muškarce u disciplini kros momčadski, koja se našla u programu Igara u tri navrata, prikazani su u sljedećoj tablici:
| Olimpijske igre | Zlato                                                 | Srebro                                               | Bronca                                               |
| Stockholm 1912. | ŠVE Hjalmar Andersson John Eke Josef Ternström        | FIN Hannes Kolehmainen Jalmari Eskola Albin Stenroos | VBR Frederick Hibbins Ernest Glover Thomas Humphreys |
| Antwerpen 1920. | FIN Paavo Nurmi Heikki Liimatainen Teodor Koskenniemi | VBR James Wilson Frank Hegarty Alfred Nichols        | ŠVE Eric Backman Gustaf Mattsson Hilding Ekman       |
| Pariz 1924.     | FIN Paavo Nurmi Ville Ritola Heikki Liimatainen       | SAD Earl Johnson Arthur Studenroth August Fager      | FRA Henri Lauvaux Gaston Heuet Maurice Norland       |